# باتئا
باتئا (به اسپانیایی: Batea, Tarragona) یک شهرستان در اسپانیا است که در Terra Alta واقع شده‌است.

## خصوصیات
باتئا ۱۲۷٫۵۵ کیلومترمربع مساحت و ۲٬۱۶۳ نفر جمعیت دارد و ۳۷۶ متر بالاتر از سطح دریا واقع شده‌است.